# Litwini w znaczeniu historycznym
Rozumienie terminu litewski bądź Litwin jest ze względu na skomplikowane dzieje Litwy i Wielkiego Księstwa Litewskiego bardzo niejednoznaczne i ma różny sens w zależności od kontekstu historycznego. Można wyróżnić cztery zasadnicze znaczenia tego terminu.

## Pojęcie narodowości w czasach dawnych

### Szlachta
W czasach średniowiecza istniała w Europie Korona Królestwa Polskiego, potocznie nazywana Koroną, a także Wielkie Księstwo Litewskie, potocznie nazywane Litwą. Mieszkańców obu tych państw określano analogicznie Koroniarzami (np. Mazur, Wielkopolanin, a także Rusin spod Kijowa) i Litwinami (np. Żmudzin, Litwin i mieszkaniec Rusi Białej), z tym że pod pojęciem Koroniarzy rozumiano jedynie szlachtę Korony, a pod pojęciem Litwinów tylko bojarów Litwy. Unia horodelska z 1413 roku, zawarta pomiędzy Koroną Królestwa Polskiego a Wielkim Księstwem Litewskim zapoczątkowała stan szlachecki w Wielkim Księstwie Litewskim, poprzez wstąpienie lokalnego bojarstwa w kręgi szlachty polskiej. W ten sposób bojarstwo Litwy przekształciło się w szlachtę, w europejskim rozumieniu tego słowa. Unia horodelska przyczyniła się też do zawiązania unii lubelskiej w 1569 roku , na mocy której, powstało w Europie nowe państwo, składające się zarówno z Korony, jak i Litwy – Rzeczpospolita Obojga Narodów (Republika Obojga Narodów).
W czasach Rzeczypospolitej, obywatelami państwa była jedynie szlachta. W publicystyce politycznej i historycznej sformułowanie Polak, oznaczało według terminów ówczesnych wyłącznie ogół szlachty, czyli „synów koronnych” albo „synów polskich”. Co w swoich publikacjach potwierdza również profesor nauk humanistycznych, Marcel Kosman. Pojęcie narodu polskiego według tych standardów było zarezerwowane jedynie jako pojęcie dla tych mieszkańców, którzy cieszyli się pełnymi prawami obywatelskimi i politycznymi, czyli wyłącznie dla szlachty jako wspólnoty. Pogląd ten utożsamiał naród ze szlachtą całego państwa bez względu na jej przynależność etniczną.

### Chłopstwo
Przez wieki na ziemiach Korony i Litwy, a następnie na terenach Rzeczypospolitej Obojga Narodów, podobnie jak w wielu krajach europejskich, szlacheckie społeczeństwo długo nie postrzegało chłopstwa jako podmiotu. Chłopska kultura była widziana niemal jako element ludzkiej natury zrośniętej ze środowiskiem. Niewielkie znaczenie miało pochodzenie gminu oraz jego język, była to rzecz pełniąca funkcję czysto użytkową, niezasługującą na szersze zainteresowanie. Przyjmowano jako aksjomat, że szlachectwo i „lud”, były od siebie oddzielone naturalną granicą stanową. Litewska szlachta przez wieki postrzegała chłopów jako podległych swoim „panom”, gdyż taki był ówcześnie panujący porządek świata. Nawet nieliczni członkowie szlachecko-inteligenckich elit, którzy zakładali możliwość lub konieczność obdarzenia chłopstwa prawami (tzw. „chłopomani”, demokraci, rewolucjoniści), widzieli swoje zadanie jako misję, a siebie w roli naturalnych przywódców. Oznacza to, że chłopi nie byli brani pod uwagę w kategoryzowaniu narodowości.
Chłopskich mieszkańców terenów etnicznie litewskich niemal tradycyjnie nazywano po prostu ludem „żmudzkim”, a ich język żmudzkim dialektem.
W okresie krwawych wydarzeń powstania chłopskiego na terenach zachodniej Galicji w 1846 (patrz: rzeź galicyjska) chłopi żyjący na terenach dawnej Rzeczypospolitej dokonali pogromu ludności ziemiańskiej, urzędników dworskich i rządowych, w hasłach głoszonych przez chłopstwo była nawet wtedy widoczna świadomość róznic pomiędzy ich warstwą społeczną, a „Polakami”, czyli szlachtą Rzeczypospolitej (tj. dawnych Koroniarzy i Litwinów):

„Polacy [szlachta] idą wyrzynać do szczętu chłopów”.

Uprzywilejowaną pozycję szlachty w społeczeństwie zniosła dopiero Konstytucja marcowa z 1921 r., w art. 96.

## Litwini do XV w.
Litewskość oznaczała wówczas przynależność do Litwinów – narodu bałtyjskiego, zamieszkującego obszar Auksztoty i późniejszej Rusi Czarnej, spokrewnionego blisko z bałtyjskimi Żmudzinami zamieszkującymi Żmudź. Nazwa „Litwini” bywała wówczas terminem odnoszącym się nie tylko do Litwinów właściwych z Auksztoty i Rusi Czarnej, ale również rozszerzano jej znaczenie na Żmudzinów, pomimo pewnych różnic dialektologicznych pomiędzy obydwiema tymi grupami etnicznymi.

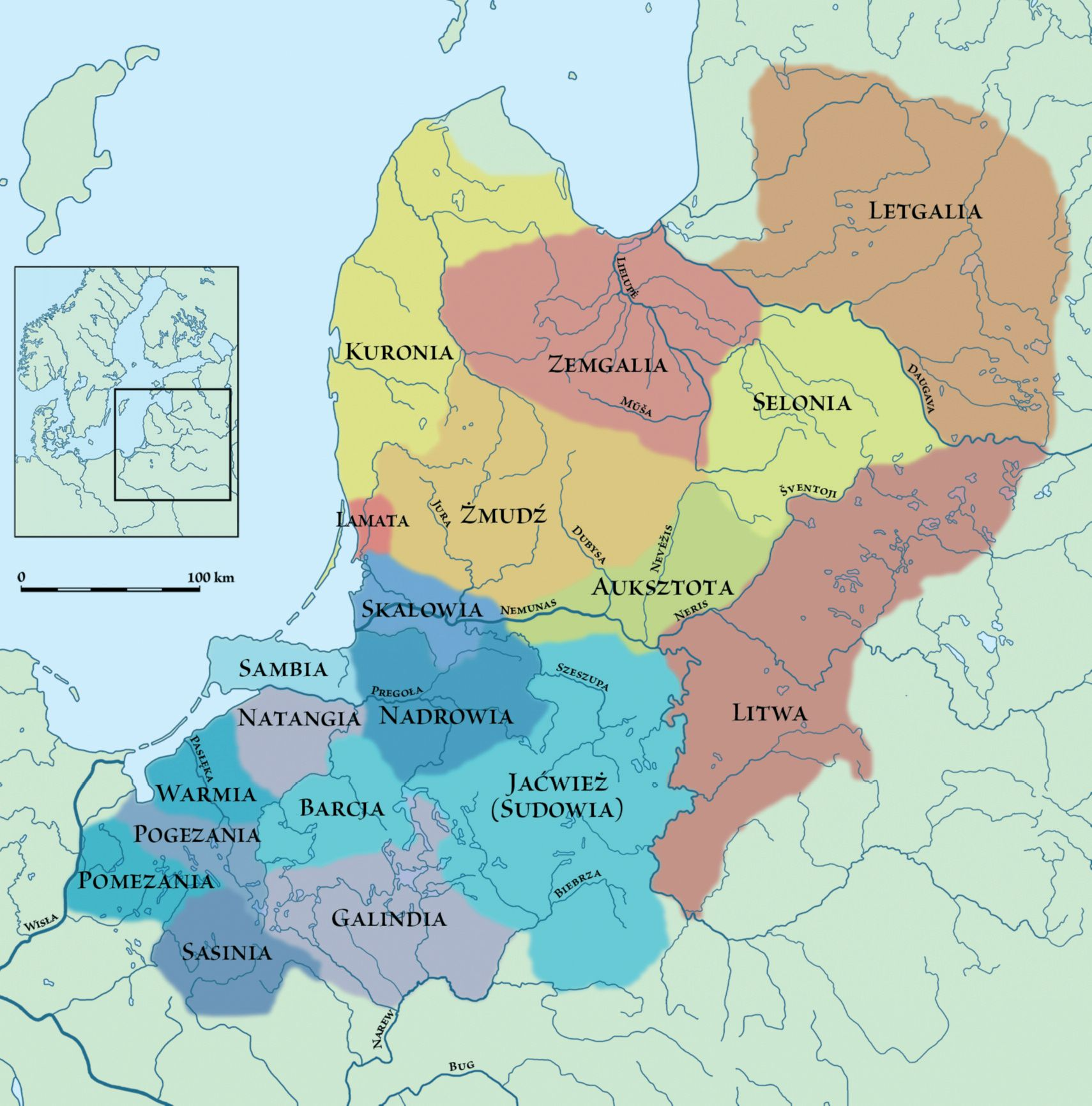
Litwini na początku XII wieku
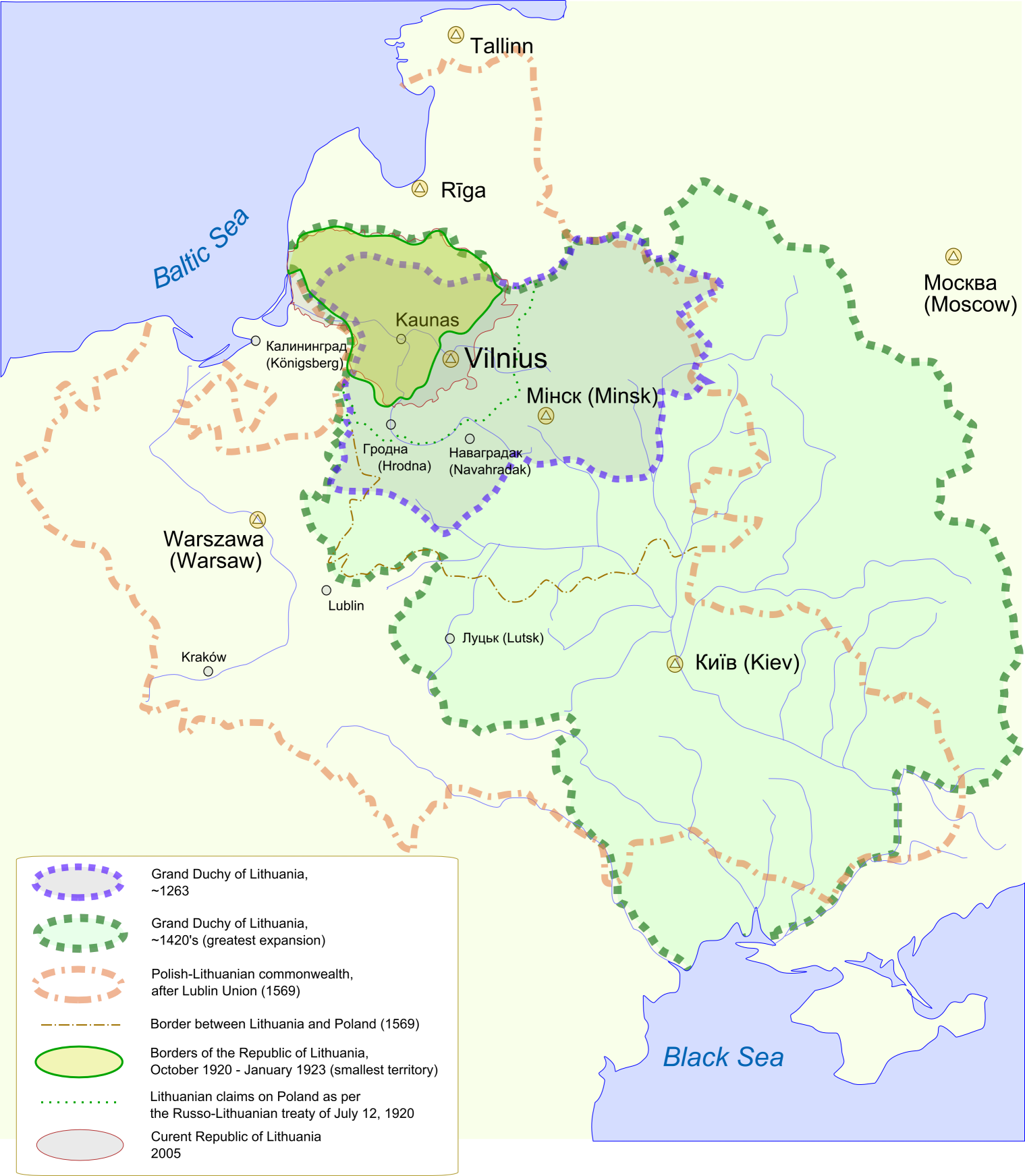
Stopniowe powiększanie się Wielkiego Księstwa Litewskiego o ziemie ruskie
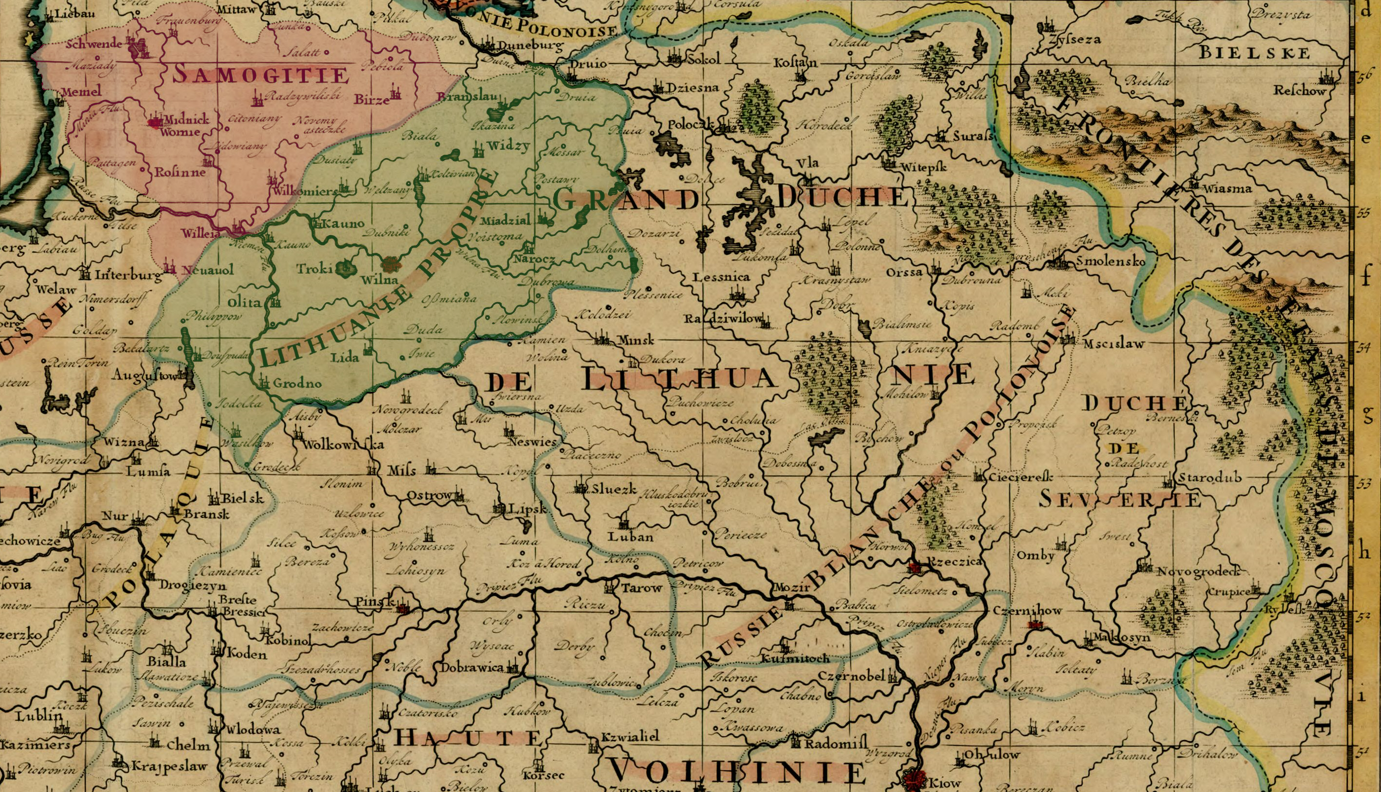
Litwa właściwa (na zielono) i Żmudź (na czerwono) w obrębie Wielkiego Księstwa Litewskiego na mapie z 1712 r.

W XIII wieku pierwotne Wielkie Księstwo Litewskie było stosunkowo niedużym krajem. W wyniku jego stopniowego powiększania się o ziemie Rusińskie – w XV wieku Wielkim Księstwem Litewskim nazywano zdecydowanie większy obszar niż ten z XIII wieku, jednakże w świadomości Litwinów nadal pozostawał rdzeń ich powiększonej ojczyzny, nazywany obecnie Litwą właściwą. Świadomość tego, czym była Litwa właściwa oraz jej mieszkańcy, opisuje fragment pisanego łaciną listu wielkiego księcia litewskiego Witolda, do cesarza Zygmunta Luksemburskiego z 11 marca 1420 roku. Witold, opisał wówczas rdzeń Litwy, jako składający się ze Żmudzi (niziny) i Auksztoty (wyżyny).

[...] In qua quidem sentencie pronuncciacione nescimus quibus meritis vel culpa exigentibus vel in quo tantum contra vestram deliquimus serenitatem, pro quo merito vestra serenitas contra nos tantam debuit habere displicenciam, vel que causa fuit, quod sic in toto contra nos sentenciastis, in omnibus partem nostram aggravando. Sentenciastis enim et pronuncciastis primo in terra Samaytarum, que est hereditas et patrimonium nostrum ex legittima attavorum et avorum nostrorum successione, quam et nunc possidemus, que eciam est et semper fuit unum et idem cum terra Lythwanie, nam unum ydeoma et uni homines. Sed quod terra Samaytarum est terra inferior ad terram. Lythwanie, ideo Szomoyth vocatur, quod in lythwanico terra inferior interpretatur. Samoyte vero Lythwaniam appelant Auxstote, quod est terra superior respectu terre Samaytarum. Samagitte quoque homines se Lythwanos ab antiquis temporibus et nunquam Samaytas appelant, et propter talem ydemptitatem (sic) in titulo nostro nos de Samagicia non scribimus, quia totum unum est, terra una et homines uni [...].

Co po przetłumaczeniu na język polski oznacza:

[...] Nie wiemy, z czyjej zasługi lub winy została podjęta taka decyzja, ani czym obraziliśmy Waszą Wielmożność tak bardzo,
że Wasza Wielmożność została zasłużenie skierowana przeciwko nam, stwarzając nam wszędzie trudności.
Przede wszystkim uczyniłeś i ogłosiłeś decyzję o ziemi żmudzkiej, która jest naszym dziedzictwem i naszą ojczyzną z prawnego następstwa przodków i starców,
wciąż będziemy ją posiadać, od zawsze była i jest tą samą ziemią litewską, panuje tu jeden język i ci sami mieszkańcy.
Ale ponieważ ziemia żmudzka jest położona niżej niż ziemie litewskie, nazywa się ją „Szomoyth”, bo po litewsku oznacza krainę niższą. Żmudzini nazywają Litwę „Auxstote”, czyli z punktu widzenia Żmudzina wyższą krainą. Mieszkańcy Żmudzi również nazywają siebie Litwinami od czasów starożytnych, nigdy Żmudzinami, i z powodu takiej tożsamości nie piszemy o Żmudzi w naszym liście, bo wszystko to jest jedno, jeden kraj i ci sami mieszkańcy [...].

Litwini odróżniali też Litwę od Rusi, a Litwinów od Rusinów, co pokazuje układ pokojowo-handlowy z 1338 r. zawarty w Wilnie między wielkim księciem litewskim Giedyminem i jego synami a mistrzem Zakonu Kawalerów Mieczowych Everhardem von Monheim:

Jest to pokój zawarty przez mistrza inflanckiego i króla litewskiego i wyrażony w następujących słowach:
[...] Następnie kupiec niemiecki może bezpiecznie podróżować w sprawie życia i majątku przez Ruś i Litwę, dokąd król litewski postanowi.
[...] Następnie, jeśli coś ukradziono kupcowi niemieckiemu na Litwie lub Rusi, trzeba to osądzić tam, gdzie to się dzieje; jeśli się zdarzy, że Niemiec okrada Rusa albo Litwina, tak samo musi być sądzony tam, gdzie to się dzieje.
[...] Ponadto, jeśli Litwin lub Rus (Rusin) chce o staroć pozwać Niemca, musi wystąpić do osoby, której jest podporządkowany; to samo musi zrobić Niemiec na Litwie lub Rusi.
[...] Ten pokój został zawarty w tysiąc trzysta trzydziestym ósmym roku narodzin Boga, w dzień Wszystkich Świętych, za zgodą Mistrza, Marszałka Kraju i wielu innych szlachciców, jak, a także Rada Miasta Rygi; ucałowali krzyż w tej sprawie; Za zgodą króla litewskiego (Giedymin), jego synów i całej jego szlachty; w tej sprawie również odprawiali swoje święte obrzędy (obrzędy pogańskie); i za zgodą biskupa połockiego (Grzegorza), księcia Połockiego (Narymunta) i miasta, księcia witebskiego (Olgierda) i miasta Witebska; wszyscy, aprobując wspomniany traktat pokojowy, ucałowali krzyż.

Za Litwinów do XV wieku należy zatem określać mieszkańców Litwy właściwej w rozumieniu rozdziału Pojęcie narodowości w czasach dawnych, a więc bojarstwo litewskie, a po 1413 roku w związku z unią horodelską – szlachtę litewską.

## Zmiana znaczenia terminu „litewski” w XIV–XVI wieku
Treść tej sekcji może nie być zgodna z zasadami neutralnego punktu widzenia.
Dokładniejsze informacje o tym, co należy poprawić, być może znajdują się w dyskusji tej sekcji.
 Po wyeliminowaniu niedoskonałości należy usunąć szablon {{Dopracować}} z tej sekcji.
W okresie tym Wielkie Księstwo Litewskie wchłonęło ogromne obszary ziem ruskich o znacznie wyższym poziomie kultury niż ten panujący na Litwie właściwej (Żmudź i Auksztota). Efektem tych podbojów była całkowita rutenizacja kulturalna litewskiej warstwy feudalnej. Znajomość języka litewskiego wraz z dialektem żmudzkim zanikła w niej. Litewskie rody książęce posługiwały się językiem ruskim, wiele z nich przyjęło wyznanie prawosławne, a wszystkie uległy asymilacji na rzecz rusko-prawosławnej obyczajowości. Termin „litewski” w owym okresie oznaczał zarówno litewski (w węższym sensie etnograficznym auksztocko-żmudzkim) jak i ruski (starobiałoruski język kancelarii państwowej jako bezpośredni przodek późniejszego języka białoruskiego). Podczas chrztu Litwy Jagiełło próbował dokonać rozdziału pomiędzy rdzennymi Litwinami a ludnością ruską, ponieważ jedynie tym pierwszym nakazywał przyjąć chrzest w obrządku rzymskim. Zabiegi te spełzły na niczym, gdyż rody ruskiego pochodzenia wynajdywały sobie litewskich, fikcyjnych antenatów i dzięki tej swego rodzaju adopcji uzyskiwały status rdzennych feudałów litewskich, co skutkowało zezwoleniem monarchy na porzucenie prawosławia i przejściem na katolicyzm. Przywileje nadane w 1434 roku przez Zygmunta Korybutowicza oraz w 1447 roku przez Kazimierza Jagiellończyka zrównywały w prawach bojarstwo katolickie i prawosławne. W ten sposób rosła liczebnie warstwa katolickich bojarów, którzy niewiele różnili się pod względem cywilizacyjnym od bojarów prawosławnych i pozostawali pomimo wyznania rzymskiego przynajmniej do końca XV wieku obyczajowo i językowo ruscy. Należy jednak zaznaczyć, że ruska kultura i obyczajowość splotły się pośród warstwy feudalnej Wielkiego Księstwa w sposób nierozerwalny z odrębną litewską świadomością państwową, tzn. tamtejsi feudałowie zarówno pochodzenia etnicznego litewskiego (bałtyjskiego), mimo asymilacji na rzecz ruskiej kultury – jak i feudałowie rdzennie ruscy – czuli się sługami i członkami Wielkiego Księstwa Litewskiego oraz sukcesorami i kontynuatorami jego państwowej tradycji wielkoksiążęcej. Można więc stwierdzić, że w tym okresie mieszkańcy Wielkiego Księstwa Litewskiego byli i czuli się Litwinami (świadomość państwowa i jako tzw. naród polityczny), natomiast w sensie narodowości i kultury można ich w pewnym sensie uważać za przodków nie tylko współczesnych Litwinów, ale i współczesnych Białorusinów oraz Ukraińców (świadomość kultury, języka, często pochodzenia). Zaszły tu bowiem dwa równoległe procesy: z jednej strony rutenizacja kulturowa bałtyjskiej elity państwowej, a równocześnie z drugiej strony „lituanizacja państwowa” ruskiej warstwy feudalnej, czyli nabycie przez nią litewskiej tożsamości (identyfikacji i lojalności) państwowej.

## Nowy sens przynależności określanej mianem „litewska” w latach 1569–1864
Daty graniczne tego okresu to moment zawarcia unii lubelskiej oraz postęp procesu uwłaszczeniowego chłopstwa w Imperium Rosyjskim po powstaniu styczniowym. Ważną datą jest również moment zawarcia unii brzeskiej w 1596 roku. W okresie tym termin „litewski” oznacza „polski”, z tym jednak zastrzeżeniem, że była to polskość specyficzna, gdyż do 1791 roku stała na straży odrębności prawnej Wielkiego Księstwa Litewskiego, które rozumiano jako siostrzane, stowarzyszone nierozerwalnie z Koroną państwo, uważane tak za polskie (partycypacja w politycznej wspólnocie kulturowo-ustrojowej), jak i jednocześnie za litewskie (dla odróżnienia i ze względu na tradycję oraz ciągłość prawno-państwową nazywane „litewskim”), nawiązujące do tradycji państwowej zarówno koronnej (Piastowie), jak i litewskiej (Giedyminowicze) oraz wspólnej (Jagiellonowie). Ludność szlachecka zarówno Korony, jak i Wielkiego Księstwa posiadała podwójną świadomość narodową i państwową, tzn. świadomość w węższym sensie związaną albo z Koroną, albo z Wielkim Księstwem Litewskim i świadomość w szerszym sensie związaną z całym organizmem państwowym nazywanym po prostu Rzecząpospolitą (Wielkie Księstwo Litewskie i Korona były państwami Rzeczypospolitej). Dopiero Konstytucja 3 maja zniosła odrębności pomiędzy Koroną i Litwą i od tego momentu „litewski” oznacza „polski” w tym samym sensie co „mazowiecki” lub „małopolski”. Wprawdzie po obaleniu tejże konstytucji powrócono do poprzedniego dualizmu koronno-litewskiego, jednak sam fakt zespolenia obu członów w 1791 pozostawił trwałe piętno symboliczne w świadomości zarówno „Koroniarzy”, jak i „Litwinów”. Systematyczna polonizacja językowa warstwy feudalnej i mieszczaństwa oraz umacnianie się więzów państwowych pomiędzy Koroną a Wielkim Księstwem doprowadziło w efekcie do wytworzenia się swego rodzaju nowego odcienia kultury i tożsamości polskiej w Europie wschodniej zwanej potocznie „litewską”. Powyższych dat granicznych (1569 oraz 1864) nie należy traktować w rygorystycznych kategoriach początku i końca pewnych okresów, ale raczej jako datę początkową i schyłkową pewnego, zmiennego w czasie procesu historycznego.
Można więc skonstatować, że w tym okresie mieszkańcy Wielkiego Księstwa Litewskiego posiadali dwuszczeblową świadomość państwową (tzn. jako naród polityczny byli w pierwszym szczeblu swej świadomości Litwinami, natomiast w szczeblu drugim uważali się za Polaków). Jeśli zaś idzie o ich poczucie narodowościowe związane z pochodzeniem, językiem i kulturą, to było ono dwu- bądź trójszczeblowe.
Litewskie, ruskie, bądź polskie pochodzenie splatało się z dwujęzycznością polsko-ruską i jednoczesną partycypacją tych samych rodzin i ludzi w kulturach polskiej, litewskiej i ruskiej jako ich kulturach ojczystych.
Świadomość polityczna wspólnoty w kulturze polskiej oraz specyficznym polskim systemie ustrojowym splatała się ze świadomością litewskich i ruskich tradycji państwowo-historycznych.

## Narodziny narodowości nowolitewskiej
Treść tej sekcji może nie być zgodna z zasadami neutralnego punktu widzenia.
Dokładniejsze informacje o tym, co należy poprawić, być może znajdują się w dyskusji tej sekcji.
 Po wyeliminowaniu niedoskonałości należy usunąć szablon {{Dopracować}} z tej sekcji.
Znaczenie czwarte obejmuje okres po uwłaszczeniu chłopstwa w 1864 roku.
W wyniku uwłaszczenia powstał wywodzący się ze żmudzkiego chłopstwa etniczny naród nowolitewski – Litwini, posługujący się językiem litewskim. Wsparcia temu procesowi udzieliły władze carskie, które po upadku powstania styczniowego, chcąc uniknąć kolejnego, przystąpiły do intensywnej rusyfikacji, m.in. poprzez zakaz nauczania w innych poza rosyjskim językach, co oznaczało, biorąc pod uwagę stan uprzedni, zakaz nauczania w języku polskim. Uznając, że naród litewski to tylko chłopi, wprowadzono wyjątkowo na obszarze północnej Suwalszczyzny (obecnie litewska jej część) do szkół (zgodnie z zasadą dziel i rządź, zob. Gimnazjum w Mariampolu) język litewski i starano się kształcić młodzież w oderwaniu od kultury polskiej, która w owym czasie niepodzielnie dominowała na ziemiach b. Wielkiego Księstwa Litewskiego. Szkoła taka jak Gimnazjum w Mariampolu stała się kuźnią narodowej elity, która propagowała ruch nowolitewski i tworzyła u schyłku I wojny światowej nowe państwo.
Na skutek tego procesu doszło do konfliktu dwóch sposobów rozumienia terminu „litewski”. Tradycyjnie rozumiano „litewskość” jako odmianę szeroko pojętej polskości, Nowolitwini rozumieli natomiast „litewskość” w sposób przeciwstawny do sensu tradycyjnego, jako cechę narodowościową bądź etniczno-językową. Nowolitwini nawiązywali do okresu historycznego sprzed pełnej rutenizacji Wielkiego Księstwa Litewskiego, kiedy to język litewski wraz ze żmudzkim jego dialektem nie został jeszcze całkowicie wyparty przez język ruski. Przejawem tego była specyficzna procedura lituanizacji w XX wieku nazwisk polskich w Republice Litewskiej. Nowolitewscy uczeni wychodzili z założenia, że polonizacja na Litwie nie byłaby możliwa bez uprzedniej białorutenizacji kraju. Dlatego przekształcając nazwiska polskie na ich litewskie odpowiedniki najpierw przekształcano je na białoruskie analogi, by następnie formułę białoruską nazwiska przekształcić na jej poszukiwaną litewską formę „pierwotną”. Przykładem może być pospolite jeszcze w latach 20. XX wieku w rejonie Kowna polskie nazwisko Brzozowski. Po przekształceniu go na białoruski analog powstanie nazwisko Bjarozauski. Z formy białoruskiej bezpośrednio otrzymuje się „litewską praformę” (według uczonych nowolitewskich) nazwiska Brazauskas.

## Krajowcy i federaliści
Stosunkowo nieliczna grupa inteligencji polskojęzycznej bądź polskiej na Litwie wysuwała program kompromisu pomiędzy tradycyjnym a współczesnym znaczeniem pojęcia „Litwin”. Ludzie ci pragnęli połączyć świadomość narodową polską i użycie języka polskiego z litewską świadomością państwową, a niektórzy z programem lojalności wobec etnograficznego państwa nowolitewskiego. Byli to tak zwani krajowcy (Ludwik Abramowicz, Michał Römer, w mniejszym stopniu Stanisław Narutowicz).
Inna grupa inteligencji zwana federalistami uważała ponadto, że nowa Republika Litewska powinna wejść w związek federacyjny z Polską. Oba te kierunki polityczne nie znalazły większego poparcia ani wśród Nowolitwinów, którzy odnosili się do nich wrogo, ani wśród ludności polskiej, która w przytłaczającej większości optowała za bezwzględną przynależnością do Polski. Programy krajowców i federalistów były na owe czasy zupełnie utopijne i niemożliwe do zrealizowania.
Należy zaznaczyć, że ostateczną intencją zarówno krajowców, jak i federalistów była odbudowa Litwy historycznej, tzn. wielonarodowościowej i obejmującej nie tylko Litwę etnograficzną, ale i polską Litwę Środkową oraz Białoruś. Uważali oni ograniczoną do obszaru etnograficznego Republikę Litewską za zaprzeczenie dawnej Litwy wielkoksiążęcej i odmawiali jej wyłącznego prawa do sukcesji po Wielkim Księstwie Litewskim. Ludzie obu tych kierunków przychylnie odnosili się do projektu federacji z Polską, bądź też do odnowienia unii ustrojowej z Polską, jednak ostateczną decyzję w tej kwestii uzależniali od stanowiska konstytuanty złożonej z reprezentantów wszystkich narodowości zamieszkujących dawne Wielkie Księstwo Litewskie.

## Nieporozumienia
Tę sekcję należy dopracować:

przedstawiono sytuację tylko z polskiej perspektywy – sekcja powinna być przekrojowa.
Pomóż ją poprawić. Na stronie dyskusji mogą znajdywać się pomocne komentarze.
W historii literatury polskiej wielu wybitnych twórców określało siebie „Litwinami” bądź „litewskimi poetami”. Nie była to jednak „litewskość” w sensie współczesnym, etniczno-narodowym, a w sensie dawnym, opisanym powyżej jako trzeci wariant tego terminu. Osoby nieorientujące się w zawiłości zagadnienia mogą zostać wprowadzone w błąd, utożsamiając termin „litewski” jedynie ze współczesnym jego nowolitewskim znaczeniem (np. Czesław Miłosz określał siebie jako poetę „litewskiego”, natomiast w żadnym razie nie oznaczało to, że jest on Nowolitwinem, a jedynie że poczuwa się do historycznej przynależności litewskiej).
Rosnący chaos w rozumieniu terminu „litewski” potęgowany jest nadal. Działacze rodzącego się białoruskiego ruchu narodowego nie bez pewnych podstaw uważają Wielkie Księstwo Litewskie za państwo protobiałoruskie, w istocie będące przodkiem współczesnego państwa białoruskiego (zob. litwinizm). Wysuwają pogląd, że na przełomie XIX i XX wieku Nowolitwini w sposób arbitralny i nieuprawniony zawłaszczyli sobie „litewskość” i w ten sposób utrudnili formowanie się białoruskiego prądu niepodległościowego. Pewni historycy białoruscy uważają, że już Wielkie Księstwo za panowania Witolda można traktować jako zupełnie białoruskie.
Podobne poglądy pojawiały się wśród ludności polskiej w latach 20. XX stulecia na Litwie Środkowej i Wileńszczyźnie. Ludność tamtejsza również uznawała się za „Litwinów”, ale i równocześnie wiązała to z określeniem narodowym polskim. Zarzucano więc ze strony polskiej Nowolitwinom, że zawłaszczyli dla siebie określenie „litewski” na wyłączność. Dlatego wiele osób zamieszkujących lub pochodzących z ziem b. Wielkiego Księstwia Litewskiego używa terminu Lietuwis, na oznaczenie Nowolitwina (Bałtolitwina), i Republika Lietuwy dla określenia państwa, by uniknąć nieporozumień. Terminy te pochodzą od nazw własnych – lit. Lietuva (Litwa) i Lietuvis (Litwin). Podobnie w języku polskim rozróżniano historyczną Mołdawię i utworzoną przez Sowietów na jej części Mołdawię, od rum. Moldova. Dzięki temu unika się też nieporozumień wielokrotnie wykorzystywanych przez obecne władze Republiki Litewskiej, które wskazują, że wszystko co w przeszłości było określane mianem „litewskie”, ma się odnosić do wyłącznego dziedzictwa Republiki Litewskiej. Dla przykładu, szef litewskiej dyplomacji Vygaudas Ušackas wskazywał na przemówienia Józefa Piłsudskiego i Michała Romera, w których autorzy określili Wileńszczyznę jako „litewską”, jako dowód uznania praw Republiki Litewskiej do Wilna i Wileńszczyzny.
Innym przykładem nieporozumień jest wieloznaczność terminu „język litewski”, który może zarówno oznaczać współczesny język nowolitewski, urzędowy w Republice Litewskiej, ale też określa się tym mianem język ruski (lub starobiałoruski; bezpośredni przodek późniejszego języka białoruskiego), który do 1696 r. był urzędowy w Wielkim Księstwie Litewskim (od 1696 r. językiem administracji państwowej i sądownictwa stał się język polski).
W istocie każda z trzech narodowości – nowolitewska, polska, i białoruska – posiada pewne racje, które pozwalają jej przyznawać się do historycznego terminu „Litwin” bądź „litewski”. Racje te nie muszą być sprzeczne ze sobą, gdyż odnoszą się do różnych okresów chronologicznych w historii Europy Środkowej i Wschodniej, jak i dotyczą różnych aspektów samoświadomości człowieka.